# Eberhard Weber

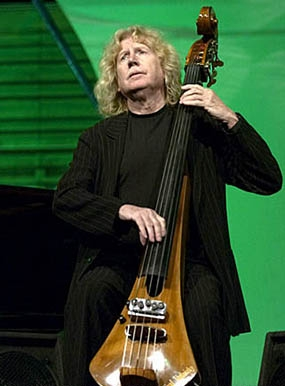
Eberhard Weber tijdens een concert in Luzern, Zwitserland.

Eberhard Weber (Stuttgart, 22 januari 1940) is een Duitse contrabassist en componist.
Weber werd geboren als zoon van een cellist die een voorliefde voor klassieke muziek uit Frankrijk had. Vanaf zijn zesde jaar kreeg hij cello-les van zijn vader die daarnaast ook huisconcerten organiseerde. Eberhard kreeg de muziek dus met de paplepel ingegoten. Op school trad Weber toe tot het schoolorkest. Zijn muziekleraar zocht op een gegeven moment een contrabassist en Weber zag daar wel wat in. Hij leerde het instrument te bespelen en was vanaf toen bassist. Eerst alleen met de strijkstok, maar later ook met de pluktechniek (pizzicato).

Langzaam ontwikkelde hij zich tot een volwaardig musicus die ook steeds vaker op kwam voor melodiepartijen voor zijn instrument. In de orkestpartituren die uitgevoerd worden door schoolorkesten waren de contrabaspartijen niet uitdagend genoeg. Daarop begon hij zelf te componeren.
In 1960 begon hij te spelen met Wolfgang Dauner. Ze namen talloze albums op en speelden later in de band Et Cetera, een vroege jazzrockgroep. Weber bleef daarnaast echter optreden met Dauner.
In 1972 kocht Weber in een muziekinstrumentenantiquariaat een contrabas, die hij door een vioolbouwer liet ombouwen tot een elektro-akoestische bas, waarbij de klankkast kwam te vervallen. Deze bas heeft een aparte neuzige klank. Een jaar later kwam zijn eerste soloalbum uit bij het label ECM Records, dat toen gespecialiseerd was in allerlei nieuwe vormen van jazz, fusion en jazzrock. De muziek die Weber speelde was rustige jazz, waarbij uiteraard de bas een voornamere rol speelde dan in andere jazzensembles. Men zou kunnen spreken van een New Age-stroming binnen de jazz. Weber had destijds van zijn zweverige en melancholische manier van basspelen al zijn handelskenmerk gemaakt.
Vanaf dan ging het hard. Zeker binnen het artiestencircuit van ECM rouleerden de musici driftig. Weber speelde met Rainer Brüninghaus, Charlie Mariano, Jon Christensen, Ralph Towner, Pat Metheny, Gary Burton en John Marshall (drummer bij Soft Machine). De titel van zijn album werd gepromoveerd tot naam van de band: Colours. Met deze band toerde hij een aantal jaren rond, maar vervolgens viel de band uiteen. Weber bleef werkzaam binnen het circuit en kwam in contact met de Noorse saxofonist Jan Garbarek met wie hij ging optreden en albums opnam.
Eberhard Weber heeft zelfs een keer opgetreden in de Kleine Zaal van het Concertgebouw, waar de klank van zijn speciale bas optimaal de ruimte kreeg. Zijn speciale manier van basspelen drong zelfs door in de popmuziek toen Kate Bush hem vroeg enige baspartijen in te spelen op haar albums. Dat kon Weber makkelijk doen, omdat Kate Bush zelden of nooit optreedt; een tournee zat er dus niet aan vast.
Naast zijn muziek verdiende Weber ook nog geld als televisie- en theaterregisseur.
In 2005 werd in Stuttgart een speciaal concert voor hem gegeven, ter gelegenheid van zijn 65e verjaardag. De zaal waarin het concert wordt gegeven, Theaterhaus Stuttgart, viert haar 20-jarig jubileum. Een aantal van zijn muzikale vrienden trad met hem op, begeleid door het Radio Symfonie Orkest van Stuttgart.
In 2007 wilde Eberhard weer op tournee met Jan Garbarek, maar in april 2007 werd hij getroffen door een herseninfarct zodat hij moest afzeggen.
Weber is sinds 1968 getrouwd met de schilderes Maja Weber die alle albumhoezen van zijn soloalbums heeft ontworpen.

## Discografie
Soloalbums van Eberhard Weber; alle verschenen via ECM Records:
- The Colours of Chloë (1973)
- Yellow Fields (met Rainer Brüninghaus) (1975)
- The Following Morning (1976)
- Silent Feet (als Eberhard Weber Colours) (1977)
- Fluid Rustle (1979)
- Little Movements (1980)
- Later That Evening (1982)
- Chorus (1984)
- Orchestra (1988)
- Pendulum (1994)
- Endless Days (2000)
- Stages of a Long Journey (2007)
- Encore (2015)

Tevens speelde hij als gastmusicus mee op:
- Joki Freund Sextet - Yogi Jazz (1963)
- Wolfgang Dauner Trio - Dream Talk (1964)
- Wolfgang Dauner - Free Action (1967)
- Et Cetera - Lady Blue (1970)
- Gary Burton Quartett - Ring (1974)
- Monty Alexander - Love & Sunshine (1975)
- Pat Metheny - Watercolors (1977)
- Jan Garbarek Group - Photo With... (1978)
- Martin Kolbe & Ralf Illenberger - Waves (1978)
- Martin Kolbe & Ralf Illenberger - Colouring the Leaves (1979)
- Hannes Wader - Wieder unterwegs (1979)
- United Jazz and Rock Ensemble - Live in Berlin (1981)
- Kate Bush - The Dreaming (1982)
- Jan Garbarek Group - Wayfarer (1983)
- Kate Bush - Hounds of Love (1985)
- United Jazz and Rock Ensemble - Round Seven (1987)
- Kate Bush - The Sensual World (1989)
- Jan Garbarek - I Took Up The Runes (1990)
- Jan Garbarek - Twelve Moons (1993)
- Jan Garbarek - Visible World (1995)
- Jan Garbarek - Rites (1998)
- Old Friends - Old Friends (2000)
- Kate Bush - Aerial (2005)

- Bibsys: 66443
- Bibliothèque nationale de France: cb13901053z (data)
- Gemeinsame Normdatei: 134552040
- International Standard Name Identifier: 0000 0000 7839 7475
- Library of Congress Control Number: n84044284
- Nationale Bibliotheek van Letland: 000319802
- MusicBrainz: 3b1464ca-c640-4102-b4a4-aaca9ddca442
- Nationale Bibliotheek van Tsjechië: xx0035471
- Nationale bibliotheek van Australië: 35213673
- Nationale Bibliotheek van Israël: 987007404802005171
- Nederlandse Thesaurus van Auteursnamen: 073492264
- Système universitaire de documentation: 139697918
- Trove: 868038
- Virtual International Authority File: 85520514
- WorldCat: E39PBJtMrbKgrXbXx4MKkKbw4q